# Johan Price-Pejtersen
Johan Price-Pejtersen (født 26. maj 1999 på Frederiksberg) er en professionel cykelrytter fra Danmark, der er på kontrakt hos Alpecin-Deceuninck.
Han blev i 2019 og 2021 U23-europamester i enkeltstart, og kort efter i 2021 blev han også U/23-verdensmester i samme disciplin, da han sejrede ti sekunder foran australieren Luke Plapp, der var et enkelt sekund hurtigere end belgieren Florian Vermeersch på tredjepladsen. I 2024 vandt han DM i enkeltstart, men blev diskvalificeret for at have benyttet en cykelsti. Omkring syv måneder senere omstødte Danmarks Cykle Union dog den beslutning, da man 28. januar 2025 tildelte Price-Pejtersen titlen som danmarksmester i enkeltstart 2024.